# Chrysochlorina costalimai
Chrysochlorina costalimai är en tvåvingeart som beskrevs av Iide 1966. Chrysochlorina costalimai ingår i släktet Chrysochlorina och familjen vapenflugor. Inga underarter finns listade i Catalogue of Life.